# Sindangjaya (Cikalong)
Sindangjaya is een bestuurslaag in het regentschap Tasikmalaya van de provincie West-Java, Indonesië. Sindangjaya telt 4755 inwoners (volkstelling 2010).